# Alonso Mudarra
Alonso Mudarra (1510 – Sevilla, 1 april 1580) was een Spaanse componist uit de Spaanse Renaissance die schreef voor de vihuela.
Hij staat geboekstaafd als vernieuwer van zowel de instrumentale als de vocale muziek. Samen met Luys de Milán, Enríquez de Valderrábano, Esteban Daza, Diego Pisador, Miguel de Fuenllana en Luis de Narváez behoort hij tot de zeven Spaanse vihuelista’s uit de zestiende eeuw van wie ook werk bewaard is gebleven.

## Levensloop
Zijn geboorteplaats is niet achterhaald. Wel is geweten dat hij in Guadalajara werd opgevoed, bij de hertogen van de Infantado, Diego Hurtado de Mendoza en Iñigo López, in wier dienst hij vele jaren blijft. Hij bleef in de stad waar hij ongetwijfeld zijn muzikale opleiding heeft genoten.
Hij bevond zich waarschijnlijk, samen met de vierde hertog van de Infantado Iñigo López, in 1529 in Italië aan het hof van koning Karel I van Spanje.
Zijn priesterwijding vindt plaats na zijn terugkeer naar Spanje, in 1546 in de kathedraal van Sevilla, waar hij de rest van zijn leven zal blijven. Terwijl hij aan de kathedraal werkt leidt hij er het muziekleven. Onder zijn vrij goed gedocumenteerde bezigheden vinden we de aankoop en assemblage van een nieuw orgel en zijn samenwerking met de componist Francisco Guerrero naar aanleiding van verschillende gelegenheden.
Na zijn overlijden in Sevilla wordt in overeenstemming met zijn laatste wilsbeschikking zijn aanzienlijke fortuin onder de armen van de stad verdeeld.

## Werk
Op 7 december 1546 geeft Mudarra in Sevilla het boek uit, "Tres libros de música en cifra para vihuela" (drie muziekbundels met tabulatuur voor vihuela), met eigen stukken en met transcripties van werken van andere renaissancecomponisten zoals Josquin Desprez. De bundel bevat 44 stukken voor vihuela solo, 26 voor vihuela en zang, 6 stukken voor gitaar solo en een stuk voor gitaar en orgel. Onder de composities bevinden zich fantasia’s, variaties, tiento’s, pavanes, gaillardes en liederen. De liederen zijn geschreven in het Latijn, het Spaans en het Italiaans en de gebruikte vormen zijn romances, villancico’s en sonnetten. Onder de door hem geïntroduceerde nieuwigheden, valt het gebruik op van verschillende symbolen om het tempo aan te geven: lento (traag), medio en snel. Naast de eigen fantasia‘s bevat de bundel onder meer ook muziekstukken op teksten van dichters als Jorge Manrique, Juan Boscán en Garcilaso; bovendien treft men er Italiaanse teksten aan van Petrarca en Sannazaro en Latijnse van Ovidius en Virgilius: O Gelosia d’amanti (Jacopo Sannazzaro), La vita fugge (Francesco Petrarca); Claros y frescos rios (Juan Boscán); Si por amar, el hombre ser amado; Isabel, perdiste la tu faxa; ¿Qué llantos son aquestos? (anoniemen); Recuerde el alma domida (Jorge Manrique); Triste estava el Rey David (romance); Durmiendo yva el Señor (romance). Heel beroemd geworden is zijn Fantasía que contrahaze el arpa en la manera de Ludovico (waar hij in een stuk voor vihuela de muzikale stijl van de blinde harpist Lodewijk imiteert), Claros y frescos ríos, Gallarda en zijn Diferencias sobre el "Conde Claros".